# Amarante do Maranhão
Amarante do Maranhão é um município brasileiro do estado do Maranhão. Com uma área de aproximadamente 7 439,615 km², o município está entre os dez maiores do estado maranhense em extensão territorial. A sua população, de acordo com o censo de 2022, realizado pelo IBGE, era de 37 085 habitantes.

## História
Os primeiros desbravadores do atual município de Amarante do Maranhão foram os lavradores Francisco Rodrigues dos Santos e José Cobiça que se fixaram na região em 1916, onde desenvolveram, de modo eficaz e persistente, as atividades agrícolas. Progressivamente, outros elementos foram chegando, permitindo o crescimento da população e ampliação das lavouras, dando uma nova dimensão ao lugar.
Mais tarde, chegou Cícero Nascimento, estabelecendo-se com um pequeno comércio, vindo a contribuir decisivamente para melhoria do povoado, evitando os constantes deslocamentos dos moradores em busca de gêneros de primeira necessidade.
Fatores outros vieram ensejar o crescimento da povoação e, dentre eles destaca-se a abertura de uma estrada carrocável, interligando Amarante ao município de Grajaú (Maranhão). Deve-se esta obra ao comerciante Permínio Queiroz que visava um meio de transportar fibras de malva ali produzidas. O crescimento só foi aumentando no decorrer dos anos.
Foi elevada à categoria de Cidade em 21 de outubro de 1953, se desmembrando do município Grajaú. Está ligada à grande cidade Imperatriz (Maranhão) pela MA-122, há 110KM de distância.

## Geografia
O território de Amarante do Maranhão é de 7.441,771 quilômetros quadrado, o que o coloca na posição 6 dentre os 217 do Estado. 
População
De acordo com Censo Demográfico de 2022, a população do município de Amarante do Maranhão era de 37.085 habitantes e a densidade demográfica era de 4,98 habitantes por quilômetro quadrado. Já a estimativa da população para 2024 era de 38.333 pessoas.
Economia
Em 2021, o PIB per capita do município de Amarante do Maranhão era de R$ 9.250,86. Comparando-se com outros municípios do Estado, ficava na posição 106 de 217. Já o percentual de receitas externas em 2023 era de 90,01%, o que o colocava na posição 158 dentre os 217 municípios do Maranhão.
| Salário médio mensal dos trabalhadores formais [2022]                                             | 1,5 salários mínimos |
| Pessoal ocupado [2022]                                                                            | 1.157 pessoas        |
| População ocupada [2022]                                                                          | 3,12 %               |
| Percentual da população com rendimento nominal mensal per capita de até 1/2 salário mínimo [2010] | 51,3 %               |

Fonte: IBGE
Saúde
Em 2022, a taxa de mortalidade infantil média no município era de 12,71 para 1.000 nascidos vivos. Já as internações devido a diarreias são de 528,5 para cada 1.000 habitantes. Comparando-se com todos os municípios do Estado, ficava nas posições 127 de 217 e 40 de 217. No ano de 2009, a cidade contava com 19 estabelecimentos ligados ao Sistema Único de Saúde (SUS).
Educação
Em 2010, a taxa de escolarização de 6 a 14 anos de idade no município de Amarante do Maranhão era de 95,1%. Comparando-se com outros municípios do Estado, ficava na posição 174 de 217. Já com relação ao Índice de Desenvolvimento da Educação Básica (IDEB), em 2023, para os anos iniciais do ensino fundamental na rede pública de ensino era 4,6 e para os anos finais, 3,7.
| Taxa de escolarização de 6 a 14 anos de idade [2010]             | 95,1 %           |
| IDEB – Anos iniciais do ensino fundamental (Rede pública) [2023] | 4,6              |
| IDEB – Anos finais do ensino fundamental (Rede pública) [2023]   | 3,7              |
| Matrículas no ensino fundamental [2023]                          | 7.159 matrículas |
| Matrículas no ensino médio [2023]                                | 1.609 matrículas |
| Docentes no ensino fundamental [2023]                            | 581 docentes     |
| Docentes no ensino médio [2023]                                  | 157 docentes     |
| Número de estabelecimentos de ensino fundamental [2023]          | 107 escolas      |
| Número de estabelecimentos de ensino médio [2023]                | 7 escolas        |

Fonte: IBGE
Meio Ambiente
O bioma predominate em Amarante do Maranhão é o amazônico. Em 2010, a cidade apresentava 3,7% de domicílios com esgotamento sanitário adequado, além de 77,1% de domicílios urbanos em vias públicas com arborização e 0% de domicílios urbanos em vias públicas com urbanização adequada.

## Hino
A letra do hino do município foi criado pelo poeta e político Benedito Batista Pereira.

## Últimos prefeitos eleitos
| Ano  | Prefeito             | Partido  | Votos  | %      | Ref    |
| ---- | -------------------- | -------- | ------ | ------ | ------ |
| 2012 | Joyce                | PHS      | 8.972  | 100,00 | [ 7 ]  |
| 2016 | Joice Marinho        | PDT      | 9.912  | 49,82  | [ 8 ]  |
| 2020 | Vanderly do Comercio | PATRIOTA | 10.091 | 51,02  | [ 9 ]  |
| 2024 | Vanderly             | MDB      | 13.252 | 57,10  | [ 10 ] |